# زغرتا
زغرتا مدينة لبنانية تقع في قضاء زغرتا - الزاوية في الشمال. يبلغ عدد سكانها حوالي 40,000 نسمة أغلبهم من الموارنة
تقوم على مجموعة من الهضاب مستطيلة الشكل، تحيط بها من كل جانب بساتين الزيتون والليمون. تعلو عن سطح البحر 150 متراً ويحيط بها من الجهات الأربع نهران: نهر رشعين ونهر جوعيت. يعتبر مناخ زغرتا ساحلياً معتدلاً بشكل عام، غير أن صيفها حار وكمية الأمطار ودرجات الرطوبة مرتفعة كونها محوطة بالأنهار والأشجار.
من المعروف أن إهدن - زغرتا هما مدينة واحدة، مع أن إهدن بلدة في أعالي جبال لبنان الشمالية، فيما زغرتا مدينة ساحلية قريبة من شواطئ طرابلس.
إلا أن السكان هم أنفسهم في المنطقتين، يقضون فصل الصيف في إهدن وبقية فصول السنة في زغرتا ولكل عائلة بيتها وأرزاقها وممتلكاتها في كل من المدينتين. إنها في الواقع ظاهرة فريدة من نوعها على الصعيدين الجغرافي والديموغرافي.
غير أن هذه الظاهرة إهدن - زغرتا، هي حديثة العهد نسبياً في التاريخ، فإهدن هي المدينة الأصلية التي يرجع تاريخها العريق، من دون ريب، إلى بداية البشرية. أما زغرتا فهي الموقع الساحلي الذي اختاره الإهدنيون ليقضوا فيه فصل الشتاء وذلك في بداية العهد العثماني.

## حدودها
رسمت حدود زغرتا أكثر من مرة؛ فبعد أن تملّكها الإهدنيون العام 1517 (مع بداية العهد العثماني)، رُسمت مرة ثانية عندما أجرت السلطات في لبنان عملية مسح شبه كاملة للأراضي العام 1864. إلا أن الإهدنيين أبَوا أن يظلوا محصورين في تلك الحدود الضيقة التي رسمتها لهم أعمال المساحة، فأخذوا يوفرون ما كانت تدر عليهم أملاكهم الواسعة في إهدن من الخيرات ويشترون به أملاكاً جديدة في منطقة زغرتا. وهكذا اتسعت حدود زغرتا اتساعاً سريعاً وكبيراً حتى غدت من أغنى البلدات اللبنانية الساحلية.
كما اشترى الإهدنيون جميع الأملاك الواقعة على ضفتي نهر رشعين ونهر جوعيت وقسماً من الأملاك الواقعة على ضفة نهر أبي علي اليمنى، وجميع المطاحن اللبنانية على ضفاف هذه الأنهر والتي كان الطرابلسيون يملكون أكثرها، حتى أصبحت حدود زغرتا متاخمة لحدود طرابلس.
العام 1885 كانت قرية عردات القريبة من زغرتا للجهة الشمالية الغربية تابعة لمتصرفية طرابلس، وعندما قررت الدولة العثمانية أن تأخذ شباناً من القرية إلى الخدمة العسكرية، عرض مسيحيو البلدة قضيتهم على أسعد ميخائيل بك كرم (ابن أخ يوسف بك كرم بطل لبنان)، فباعهم أملاكاً واسعة في خراج بلدة مجدليا بأسعار بخسة، فبنوا منازل فيها وغادروا عردات، وهكذا انتقلوا من متصرفية طرابلس واستوطنوا متصرفية جبل لبنان، ونجوا من الخدمة العسكرية.
قسّمت زغرتا في أوائل العام 1928 إلى خمسة أحياء بموجب قانون صادر في العام نفسه، والذي قضى بأن يكون لكل من هذ الأحياء مختار مستقل ينتخبه سكان الحي ويكون مسؤولاً عن تسيير أعمال الحكومة والأهلين طبقاً لنصوص هذا القانون. والأحياء الخمسة في زغرتا هي: حي السيدة الشرقي، حي السيدة الغربي، حي الصليب الشرقي، حي الصليب الغربي، وحي المعاصر.

## تاريخ زغرتا القديم
قبيل الحرب العالمية الثانية كشفت أعمال التنقيب في موقع «تل الحريري» غرب الفرات («ماري» القديمة عاصمة الآموريين) عن أكثر من عشرين ألف لوح مسماري كتب معظمها باللغة الآكادية. وبين الألواح، التي تشكّل مكتبة أثرية ضخمة، تقارير مثيرة جداً كتبها الملوك والموظفون ووثائق اقتصادية وإدارية واجتماعية وتقارير مختلفة لها قيمتها الخاصة.
في بعض التقارير والمراسلات التي لها علاقة بالخارج، ورد اسم زغرتا - المدينة الشمالية اللبنانية، أكثر من مرة بصيغة «Zagarata» والكلمة هذه تُرد إلى جذر سامي مشترك وتفسيرها الإحاطة والتسوير والتحصين. وبالفعل فقد كانت زغرتا في القديم مطوّقة بسور كبير تتخلله المرامي وفي أعلاها يتربع حصن أو قلعة حربية كبيرة.

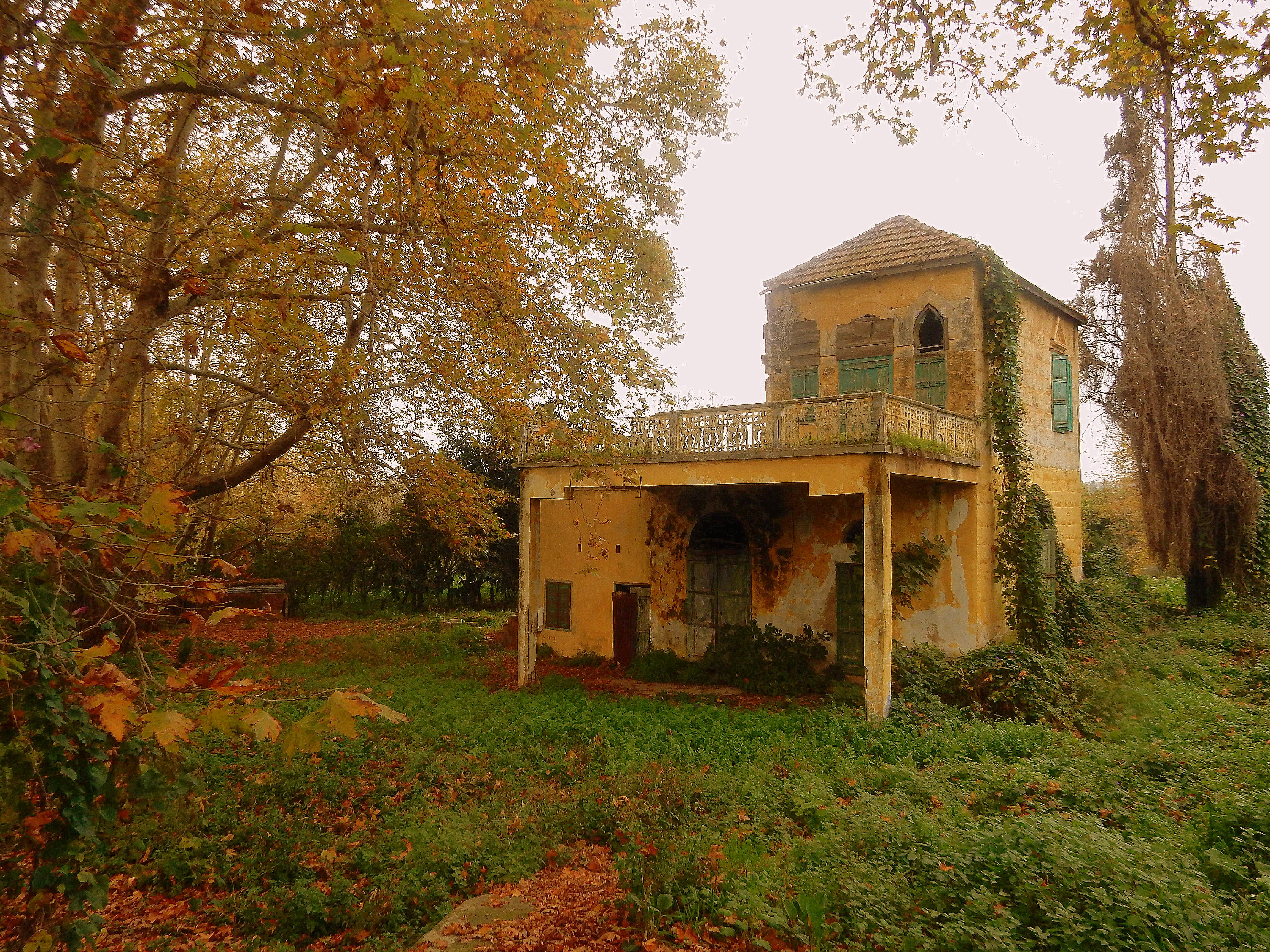
بيت مهجور في زغرتا

## كنائس زغرتا
سيدة زغرتا
تزخر زغرتا بكنائس أثرية وقديمة يُفاخر بها الزغرتاويون، أقدمها، كنيسة سيدة زغرتا الشهيرة. فمع وصول الأهالي من إهدن إلى البلدة الجديدة كان أول عمل اهتموا به بناء كنيسة إلى جانب البرج الشاهق القائم وسط زغرتا. فقبل أن يبدأ الزغرتاويون ببناء بيوتهم، بنوا بيتاً للعذراء مريم شفيعتهم.
العام 1607 سلخ جزء من قلعة زغرتا موقع البرج القبلي الذي كانت فيه كنيسة السيدة، فاعتنى المطران جرجس بن عميرة مع أبناء البلدة بإعادة بناء الكنيسة. والعام 1651 تم توسيعها بمبادرة من المطران إلياس الإهدني.
وعندما كثر عدد السكان في زغرتا اهتم الأهالي ببناء كنيسة كبيرة (دائماً على اسم سيدة زغرتا) تستوعب الشعب والزوار في الاحتفالات الدينية. والعام 1761 قام الأهالي بقيادة الشيخ يوسف فرنسيس كرم (جدّ يوسف بك كرم) ببناء كنيسة جديدة كبيرة وهي الكنيسة التي ما تزال قائمة حتى اليوم.
ولما كان البنّاء المشهور حنا صوطو في البلدة يبني أحد القصور، استدعاه الخوري رزق يمين لبناء كنيسة سيدة زغرتا الجديدة، فبناها مثلما رسم له خطوط هندستها الزغرتاويون بالاتفاق مع أعيانهم ومطرانهم آنذاك يواكيم يمين الكبير. فجاءت الكنيسة آية في الفن المعماري والهندسة الكنسية: كنيسة على الطراز الماروني الصرف، وفي الوقت نفسه قلعة محصّنة سميكة الجدران يعلوها صف دائري من المرامي للحصار والدفاع، وجعل للكنيسة بابين أحدهما للجنوب والآخر للغرب، وهما خفيان يحجب كلاً منهما بناء صغير خارجي كالغرفة بارز عن جدار الكنيسة الأساسي. وهذا الشكل من الأبواب المؤدي إلى داخل الكنيسة كان القصد فيه منع فرسان الدولة من الدخول بجيادهم إلى حصن الكنيسة كما حصل مراراً في العهد العثماني.
وكانت كنيسة سيدة زغرتا مزدانة بكنوز ثمينة جداً تحوي ستين مصباحاً كبيراً على شكل ثريات من الذهب والفضة، ومقداراً كبيراً من النذور والهبات والتقادم المتوجة بجواهر وسبائك ذهبية وفضية، بما لم يكن له مثيل في كنائس لبنان قاطبة. كما كانت غنية بكتبها الطقسية النفيسة والمطبوعة والمخطوطة.
بيد أن كل هذه الكنوز نهبها الجيش التركي العام 1866 عندما زحف بالآلاف إلى زغرتا لمهاجمة بطل لبنان يوسف بك كرم بأمر من المتصرف داود باشا وحكومة الباب العالي. وقد احتل هذا الجيش الغازي زغرتا وهي خالية من أهاليها فأمعن في السرقة ونهب المنازل ولا سيما كنيسة سيدة زغرتا.
العام 1935 رممت الكنيسة بشكل جزئي وسريع، تلاه العام 1974 ترميم شامل بحسب الأصول الهندسية الحديثة، قامت به مديرية الآثار اللبنانية على عهد الرئيس سليمان فرنجية.
كما تمّ ترميم صورة سيدة زغرتا الأثرية بشكل فني على يد الراهب اللبناني الأب عبدو بدوي، العـام 1983.
يذكر أن قناصل فرنسا في مدينة طرابلس جعلوا من حصن الكنيسة مقاماً لأضرحتهم وذلك بالتوافق مع مطران إهدن وكهنتها وأعيانها وشعبها.
كنيسة القديسة بربارة
تقع هذه الكنيسة في الجهة الغربية من زغرتا، على الضفة اليمنى من نهر جوعيت وقد شيّدت في أواخر القرن الثامن عشر. وموقعها على ضفة النهر في الحقول، وبين أشجار الزيتون والسنديان يضفي عليها طابعاً مميزاً وحميماً. وكثيراً ما يزورها الزغرتاويون وأهل الجوار في محنهم وأمراضهم لينالوا بشفاعتها الشفاء والنعم.
وكانت العادة قديماً أن يزور كنيسة القديسة بربارة من بهم سقم أو مرض، فيعلقون نتفاً صغيرة من ثيابهم فوق أغصان سنديانة ملاصقة للكنيسة، ثم يدخلون فيصلون وينذرون، وإذا كان بين الزائرين مَن به وجع وألم في جسده، كان يلجأ إلى حجارة خاصة مباركة قرب باب الكنيسة من الداخل، فيمررها على جسمه عموماً ومكان الوجع خصوصاً على أمل الشفاء.
لقد شكّلت كنيسة القديسة بربارة منذ أكثر من مائتي سنة لزغرتا والجوار، مزاراً تقوياً شعبياً وريفياً مميزاً، وقد رممت من الخارج والداخل أكثر من مرة. وقد لبست مؤخراً القديسة بربارة الملقّبة بـ «أحسن جارة» حلة جديدة فخمة.
معبد مارت مورا
تكريم القديسة مورا قديم جداً في إهدن، يشهد على ذلك دير مارت مورا الشهير في البلدة الذي تأسس العام 1339. فبعد أن استقر الاهدنيون في زغرتا في بداية العهد العثماني بفترة قصيرة، بنوا معبداً صغيراً على اسم مارت مورا على الجهة الشرقية من زغرتا قرب محلة «معيقل» على ضفة نهر رشعين. وكان يقصده العاملون والمارّون بالبساتين للتبرّك فيضيئون الشموع أمام صورة القديسة مورا.
وقد هدم هذا المعبد الصغير وأُعيد بناؤه أكثر من مرة.. ومنذ حوالى عشرين سنة أُعيد بناؤه على الطراز الحديث، وعادت الشموع والزيوت تضاء من جديد في داخله طلباً للشفاعة.
كنيسة سيدة الحارة
تقع هذه الكنيسة في الجهة الجنوبية الغربية من زغرتا، حيث كانت عبارة عن غرفة كبيرة هي ملك لوقف زغرتا، ثم تحولت إلى معبد كرّس على اسم «سيدة الحارة» وذلك في أواخر العام 1899.
أما لماذا سميت سيدة الحارة، فلإن الإهدنيين كان لهم في إهدن كنيسة قديمة أثرية وعجائبية على اسم سيدة الحارة، فأحبوا أن يكون لهم في مشتاهم «زغرتا» أيضاً كنيسة تحمل الاسم نفسه.
كنيسة الحبل بلا دنس
بناءً على طلب أهالي إهدن - زغرتا وراهبات المحبة اللعازارية في طرابلس والمرسلين اللعازاريين، رحب البطريرك الماروني إلياس الحويك بالاتفاق مع وكلاء أوقاف إهدن - زغرتا العام 1903 بإعطاء راهبات المحبة اللعازاريات قطعتي أرض كبيرتين لبناء مدرستين الأولى في إهدن والأخرى في زغرتا.
وقد قامت رئاسة راهبات المحبة بطرابلس، بمعونة المرسلين اللعازريين ببناء دير ومدرسة في كل من إهدن وزغرتا، على الطراز الحديث، وداخل أسوار دير زغرتا، شيدت كنيسة على اسم العذراء مريم «سيدة الحبل بلا دنس».
كنيسة مار يوسف القديمة
تقع في محلة العبي في الجهة الجنوبية من زغرتا وعلى الجهة اليسرى من طريق زغرتا - إهدن وهي حديثة العهد نسبياً يعود تاريخها إلى العام 1947.
أما الكنائس الجديدة فعديدة ومنها كنيسة مار يوحنا المعمدان، وكنيسة مار يوسف (الجديدة) وكنيسة مار مارون..

## مدرسة مار يوسف الرائدة
تشكل مدرسة مار يوسف - زغرتا صفحة مميزة من تاريخ زغرتا الحديث والمعاصر ولعلها تختصر بشكل من الأشكال، قسمات وملامح هذا التاريخ.
فمنذ نشأتها وطوال ثلاثة قرون متواصلة، ما تزال جدران هذه المدرسة تلقي بثقلها على جدران كنيسة سيدة زغرتا الملاصقة لها. وتعتبر أقدم المدارس النظامية في الكنيسة المارونية ولبنان.
ومدرسة مار يوسف زغرتا هي ثمرة مبادرة شخصية من قبل مطران إهدني مولع بالعلم هو جرجس بن سركيس عبيد الإهدني الملقب بـ «بنيامين».
كانت المدرسة منذ إنشائها رائدة في القرن السابع عشر، وكانت برامجها الدراسية شبه نظامية من حيث تنوع المواد وتدرجها وفقاً للعمر ومستوى الاستيعاب.
وكان أساتذتها من ذوي الاختصاص والخبرة، واضطلعت بدور أساسي في نمو الحياة التربوية والثقافية في زغرتا والشمال منذ أواخر القرن السابع عشر حتى أواسط العشرين.
تمّ أولاًَ بناء الأقبية المحاذية للكنيسة التي كانت صفوفاً لأحداث البلدة على أن تكون مجانية. بعدها شيّد المؤسس غرفاً علوية لسكن الأساتذة، الذين كانوا من ذوي الاختصاص وقد بقيت الأقبية القديمة على حالها حتى اليوم.
وفتحت الكنيسة أبوابها أواخر العام 1696 واستقبلت المدرسة الطلاب من زغرتا والشمال حيث كانت صفوفها تتدرج صعداً وفقاً لأعمارهم. وكانت مواد التدريس تلقّن تدريجاً بالنسبة إلى مستوى الصفوف والأعمار.
العام 1733 عهد مؤسس المدرسة بإدارة شؤونها إلى الآباء اليسوعيين واشترط عليهم أن يعلّموا أحداث زغرتا والقرى المجاورة مجاناً، وأن يشرحوا التعليم المسيحي للشعب أيام الآحاد والأعياد كما يتبين من الصك الذي دوّنه الأب فرنسيس رتز رئيس عام الرهبانية اليسوعية بهذا الشأن.
وفي السنة 1898 استلم المدرسة المونسنيور بولس الخوري يوسف سليمان معوّض الإهدني وجعل من ازدهارها هدفه الأساسي فكرّس لها كل أوقاته ونشاطه. وبالفعل فقد عرفت في أيامه تقدماً وازدهاراً ما جعل من ذلك العهد عهدها الذهبي. وقد تخرّج فيها طلبة كثيرون ألّفوا نواة النهضة الأدبية الحديثة في زغرتا والزاوية.
وتقلّبت حال المدرسة بين النجاح والإقفال بعد أن تعاقب على إدارتها عدة مدراء من البلدة ومن خارجها حتى العام 1933 حين تسلمها الأب سمعان عاقلة الإهدني، فاستقدم عدداً كبيراً من الأساتذة والمربين القديرين وجعل الطابق السفلي مدرسة مجانية للأولاد الفقراء، ونال من الحكومة الفرنسية مساعدة مالية سنوية زادت سنة بعد سنة. كل هذا جعله يحوّل المدرسة معهداً مجانياً بالكامل لطلاب زغرتا وجوارها من فقراء وميسورين يتلقنون فيه الدروس المختلفة بالعربية والفرنسية لغاية الصفوف العليا.
وظلت المدرسة سائرة في معارج التقدم والنجاح حتى العام 1947 حين استأجرتها الحكومة اللبنانية من وكلاء وقف زغرتا وجعلتها مدرسة حكومية رسمية، كما هي حالها اليوم.

## أنهار زغرتا
تعتبر زغرتا بلدة غنية بالمياه إضافة إلى أنهار تزخر بينابيع و أنهار كثيرة ومنها:
• نهر رشعين: ينبع من جوار بلدة رشعين في زغرتا الزاوية، من لحف جبل إيزال، ويعلو النبع عن سطح البحر حوالي 130 م ويلقب محلياً بنبع «الزريقة» لزرقة مياهه. أما النهر فهو ساحلي يبلغ طوله حوالي 10 كلم وتنساب مياهه العذبة والباردة بين بساتين الليمون، ويحيط بزغرتا من الشرق والشمال فيسقي أراضيها ويدير طواحينها، ثم يلتقي بنهر جوعيت في ضواحيها الشمالية الغربية فيصب النهران في نهر قاديشا.
• نهر جوعيت: ينبع من ضواحي إهدن الشمالية الشرقية، وطوله حوالي 20 كلم. ينساب بين عدد من قرى الزاوية، حيث يرفده بعض الينابيع الصغيرة، وبوصوله إلى بساتين الزيتون يحيط بزغرتا من ناحيتي الجنوب والغرب إلى أن يلتقي في ضواحي زغرتا بنهر رشعين.
ويجدر بالإشارة أن جوعيت هو نهر شتوي بامتياز، ينبع من أعالي الجبال قوياً وينسكب في أودية عديدة، عند وصوله إلى المناطق الساحلية يتسبب في بعض الأحيان بفيضانات محلية. فيردد التقليد المحلي: في سنة كذا حصلت «طوفة جوعيت».

## الزراعة في زغرتا
في القرون الأربعة الأولى بعد إنشائها كمشتى لإهدن، ظلت زغرتا بلدة زراعية بشكل تام، تنتج الزيتون والقمح والحبوب وبعض الخضار والأشجار المثمرة الساحلية. وفي الثلث الأول من القرن التاسع عشر عرفت حركة تجارية ناشطة جداً، حتى أنها لقبت بـ «البندر» أي المعرض الدائم للحبوب (قمح، شعير، عدس، ذرة إلخ...) المعدّ للبيع والشراء والتبادل التجاري القريب البعيد. إلى المدن والبلدات اللبنانية الشمالية وصولاً إلى المدن والبلدات السورية القريبة من شمالي لبنان.
غير أن الحرب العالمية الأولى أوقفت هذه الحركة التجارية تماماً، فعكف الزغرتاويون على تعلّم الحرف والمهن. وقد اهتم الأهالي فترة من الزمن، بتربية دودة الحرير. ثم عرفت زغرتا في فترة ليست ببعيدة، تطوراً لافتاً في الحرف والمهن المحلية مثل البناء والحدادة وصناعة الأحذية وصناعة القصب والسلال، والخياطة والنجارة والتي تكاد اليوم تتلاشى. ودخلت زغرتا أخيراً في حركة التجارة الحديثة والخدمات السريعة في داخل المدينة وخارجها.
وتبقى زغرتا دوماً مشهورة بزيتونها وزيتها، من حيث الوفرة والجودة معاً. فشجرة الزيتون قد لازمتها منذ مطلع العهد العثماني، وذلك بشكل قريب ويومي. وهي نفسها كناية عن هضبة تحيط بها من كل جانب تلال وهضاب من الزيتون تمتد فتتصل بأكبر مجموعة متواصلة من شجر الزيتون في لبنان: زيتون الكورة وزيتون الزاوية.

## عائلات زغرتا
يتوزع سكان زغرتا على العائلات الآتية: فرنجية، دحدح، كرم، معوّض، دويهي، يمّين، اللبيان، بشارة، مكاري، نمنوم، سعادة، فنيانوس، الجعيتاني، أبشي، الأهل، مخلوف، المعرّاوي، الرهبان، الحربية، عاقلة، الحلبي، كعوي، صوطو، ترازيا، جليلاتي العريجي، الصيصة، عبود ،بوطنّوس، سابا، الست، الخوام، الحايك، باسيم، العكاري، الزعتيني، أبو زيد، الخازن، أندراوس، كرياكوس، طيون ، اسكندر، المقسيسي، حليس، القارح، بوضاهر, النمر، ساروفيم، مرعب,نعمه

## وصلات خارجية
- موقع زغرتا - أهدن
- مؤسسة يوسف بك كرم نسخة محفوظة 26 فبراير 2021 على موقع واي باك مشين.